# St. Andrews (Skócia)
St. Andrews egy kisváros Skócia keleti partján (Fife grófság területén), amelyet 1620-ban királyi várossá nyilvánítottak. Hagyományokban gazdag egyeteme mellett arról is híres, hogy ez a település a golf szülőföldje. Északi-tenger melletti festői fekvése miatt a turisták számára is kedvelt célpont. Lakossága megközelítőleg 18 000 fő, amelynek nagyjából egyharmada egyetemista.

## Története

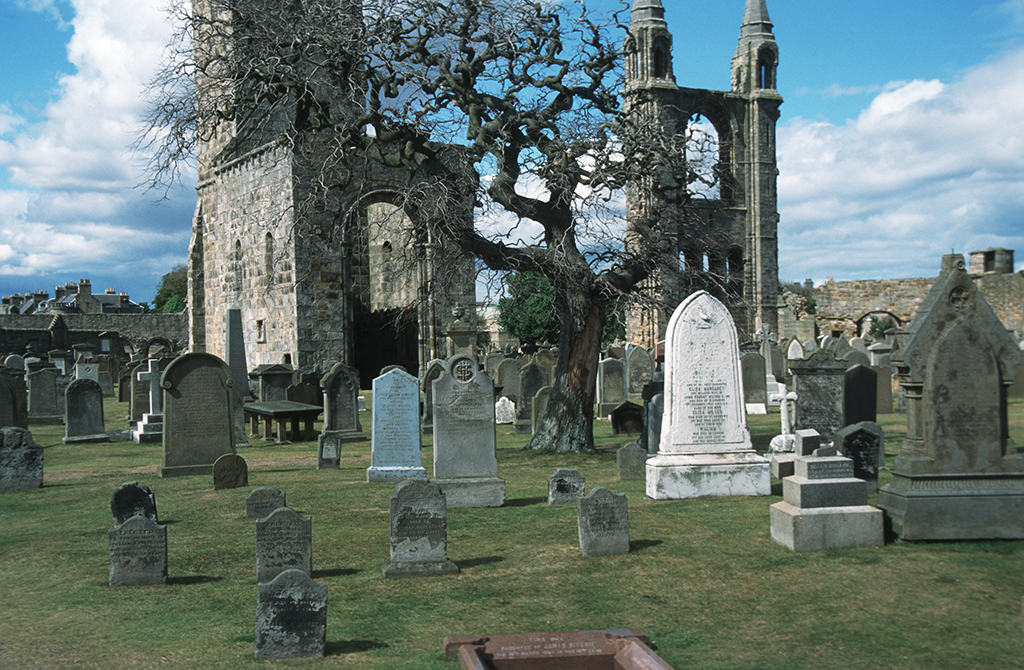
St. Andrews, temetője és katedrálisának romjai

A város területén a 8. század táján kora keresztény kelta település állt. Feltehetően itt helyezték el András apostol relikviáit. Emiatt válhatott az andráskereszt a skót zászló részévé. A katedrálist 1160-ban alapították és 1326-ra készült el. A reformáció idején John Knox követői lerombolták. A 13. és 16. század közötti időszakban fennálló székesegyház romjai a város területén kívül találhatók.

## Oktatás
Az 1413-ban megalapított University of St. Andrews, Skócia legrégibb és Nagy-Britannia harmadik legrégibb egyeteme. Az oxfordi és a cambridge-i egyetemmel együtt az Egyesült Királyság elit egyetemei közé tartozik. 1645 és 1646 között itt hívták össze a skót parlamentet, 1862-ben pedig itt iratkozott be Nagy-Britannia első diáklánya. Vilmos herceg 2005 júniusában végezte el az egyetemet.
St. Andrewsban két iskola található: a St. Leonards (amely korábban lányiskola volt, de napjainkra koedukálódott) és a szintén koedukált Madras College.

## Golf

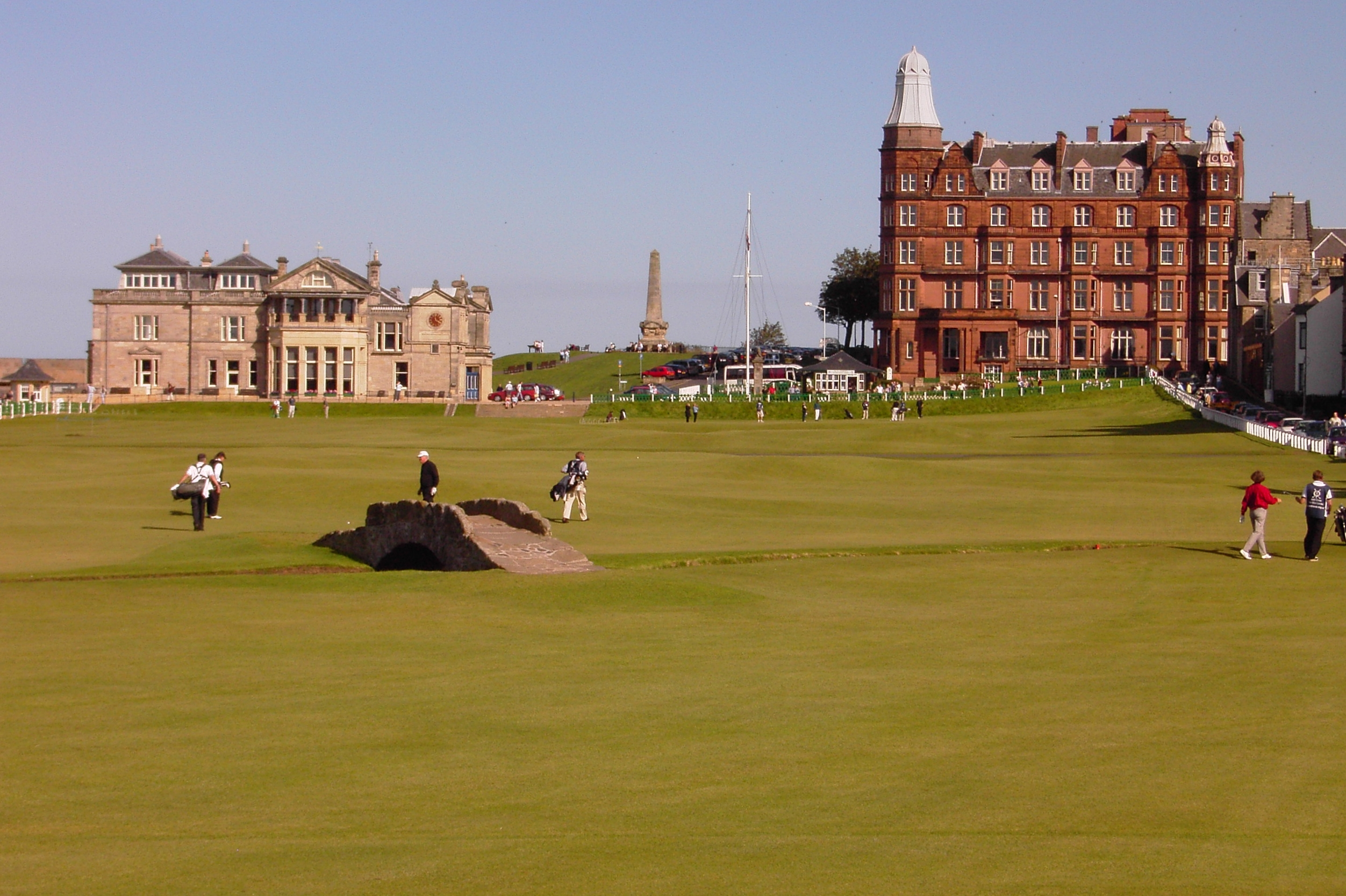
A híres Old Course

A tengerparton fekvő St. Andrews a golf szülővárosa („Home of Golf”), itt található az egyedülálló golflétesítmény, a St Andrews Links. 1754-ben itt jött létre a legelső golfklubok egyike, a The Royal and Ancient Golf Club of St Andrews. A nevezetes klubház mellett fekszik az Old Course, amely a világ egyik leghíresebb golfpályája. A British Golf Museum látogatói megismerkedhetnek a játék történetével, a kezdetektől egészen napjainkig. Körülbelül ötévente az Old Course-on rendezik meg az Open Championshipet, az egyik legnagyobb nemzetközi golftornát. Napjainkra a golfturizmus a város egyik fő bevételi forrásává vált. St. Andrews-ban hét nyilvános golfpálya van, azaz annyi mint Magyarországon összesen.

### Balgove Course
A Balgove Course nevét arról a farmról kapta, amelynek legelőjén épült. Ez egy 1520 yard távú, 9 lyukú pálya. 1972-ben építették, és 1993-ban modernizálták.

### Castle Course
A Kastély golfpályát (Castle Course) 2008 júniusában nyitották. Ez sorrendben St. Andrews hetedik golfpályája. A pálya par értéke 71, hossza 6759 yard.

### Eden
Az Eden golfpálya 1914-ben épült. Tervezője Harry Colt, 1989-ben Donald Steel modernizálta. A Colt szabványnak megfelelő minősítéssel rendelkezik. Nevét az Eden öbölről kapta, mely egykoron a város gazdaságában nagy szerepet játszó kagylóhalászatáról nevezetes.

### Jubilee
A Jubileumi golfpálya (Jubilee Course) az Old Course mellett a leghosszabb pálya a városban. Nevét Viktória Királynő 1897-ben ünnepelt gyémántjubileuma után kapta.

Az eredetileg a viktoriánus kor hölgyeinek készített pálya idővel St. Andrews legkeményebb pályája lett, és a Brit Amatőr Golfbajnokság tesztpályájává vált. Ezen a pályán tartják a St. Andrews Link Trophyt.
Eredetileg 12 lyukú pályát 1905-ben alakították át 18 lyukú pályává és többször modernizálták. Jelenleg a hossza 6745 yard.

### Strathtyrum
A Strathtyrum golfpályát 1993 júliusában adták át a közönségnek. A 18 lyukú modern pálya nevét a Strathtyrum birtokról kapta.

### Old Course
A Régi pálya (The Old Course) a hiedelmek szerint a világ legrégebbi golfpályája, több mint 600 éve golfoznak itt.

### New Course
Az Új pálya (The New Course) a Régi pályához kapcsolódóan 1895-ben épült.

## Hírességek
- David Beaton, St. Andrews bíboros érseke[12]
- Vilmos walesi herceg, III. Károly király és Lady Diana Spencer idősebb fia, 2005. május közepéig földrajzot tanult St. Andrewsban.

## Külső hivatkozások
- www.standrews.com (A város hivatalos weblapja.)
- Visit St. Andrews
- University of St. Andrews